# Тарн, Алекс
Алекс Тарн (Алексей Владимирович Тарновицкий; род. 20 февраля 1955, Арсеньев, Приморский край) — израильский русскоязычный писатель, публицист, драматург и переводчик.

## Биография
С двухлетнего возраста и до отъезда в Израиль в 1989 году жил в Ленинграде. Окончил 30-ю физико-математическую школу, затем Институт точной механики и оптики (ЛИТМО) по специальности «Вычислительные машины». В СССР не публиковался. Всерьез начал заниматься литературой лишь в 2003 году. Принадлежал к литературному кругу «Иерусалимского Журнала».
Лауреат премии имени Юрия Штерна по литературе за 2014 год. Лауреат премии им. Эрнеста Хемингуэя в номинации «крупная проза» (журнал «Новый Свет», Торонто, 2018) за роман «Мир тесен для инопланетян».
Первый роман Тарна «Протоколы Сионских Мудрецов», вышедший в 2004 году с предисловием Асара Эппеля в московско-иерусалимском издательстве «Гешарим — Мосты Культуры», номинировался на «Русского Букера».
Роман «Пепел» («Бог не играет в кости») был включен в 2007 году в длинный список литературной премии «Большая Книга», а позднее вошёл и в финальную шестерку «Русского Букера — 2007».
Роман «Гиршуни» вошёл в десятку лучших романов русскоязычного зарубежья по списку «Русской Премии» за 2008 год.
Роман «Дор» был включен в длинный список «Русской Премии — 2009».
Повесть «Последний Каин» стала лауреатом Литературной премии им. Марка Алданова за 2009 год.
«Повести Йоханана Эйхорна» вошли в длинный список «Русской Премии — 2010», а роман «О-О» в длинный список «Русской Премии — 2012».
Роман «Хайм» был включен в длинный список «Русской Премии — 2013».
Помимо прозы, Алекс Тарн занимается поэтическими и прозаическими переводами с иврита и английского, является автором нескольких пьес, литературных сценариев, эссе и публицистических статей в израильской русскоязычной периодике.
Пьеса Алекса Тарна «Ледниковый Период» поставлена (в переводе на башкирский) в 2013 году на сцене Национального молодёжного театра республики Башкортостан им. Мустая Карима.
Пьеса Тарна «Диббук» (по мотивам драмы С. Ан-ского) поставлена (в переводе на литовский) в Шяуляйском Драматическом театре и открыла там театральный сезон 2014—2015 гг. В ноябре 2015 года этот спектакль стал победителем республиканского фестиваля профессиональных театров.
Пьеса «Неужели ты был наяву» была поставлена в Народном драматическом театре Биробиджана (реж. В. Рекрут, февраль 2020).
В марте 2014 года московское издательство «Книжники» выпустило в его переводе с иврита роман Цви Прейгерзона «Когда погаснет лампада». В апреле 2017 года то же издательство опубликовало — также в переводе Тарна — первое полное собрание рассказов Прейгерзона.
Летом 2017-го в издательстве «Книжники» вышла книга избранных стихов из «Седьмой колонки» Натана Альтермана в переводе Тарна и в сопровождении написанных им комментариев и очерков по новейшей истории Израиля: «История, оперенная рифмой».
В 2018 году был удостоен литературной Премии им. Э. Хемингуэя (журнал «Новый Свет», Торонто) за роман «Мир тесен для инопланетян».
Роман «Шабатон», напечатанный в журнале «Дружба Народов» №8 (2020) стал самой востребованной прозой Журнального Зала (литературные журналы мира на русском языке) за 2020 год.
С 1989 года живет в Израиле, в самарийском поселении Бейт-Арье.